# Andrew Anderson
Andrew Emil Anderson (Búfalo, Nueva York, 6 de julio de 1945) es un exjugador de baloncesto estadounidense que disputó tres temporadas en la ABA. Con 1,88 metros de estatura, jugaba en la posición de base.

## Trayectoria deportiva

### Universidad
Jugó tres temporadas con los Golden Griffins del Canisius College, en las que se colocó como sexto máximo anotador de la historia de la universidad, al conseguir 1.173 puntos, 21,3 por partido en su temporada sénior.

### Profesional
Fue elegido en la octogésimo octava posición del Draft de la NBA de 1967 por Boston Celtics, pro tras no entrar en los planes del equipo acabó firmando por los Oakland Oaks de la ABA. Allí jugó una temporada en la que promedió 9,5 puntos y 2,2 rebotes por partido.
Nada más comenzar la (temporada 1968-69 es despedido, fichando por los Miami Floridians, quienes al año siguiente lo traspasarían a Los Angeles Stars a cambio de Simmie Hill. En el equipo californiano jugó sus mejores partidos como profesional, promediando 14,3 puntos y 4,1 rebotes por partido, y alcanzando las finales, en las que cayeron 4-2 ante Indiana Pacers.

## Estadísticas de su carrera en la ABA

### Temporada regular
| Temporada | Edad | Equipo            | Liga | Pos. | P   | TIT | MIN  | TC  | TCA  | %TC  | 3P  | 3PA | %3P  | 2P  | 2PA  | %2P  | TL  | TLA | %TL  | R.OF. | R.DEF. | REB | ASIS | ROB | TAP | PER | FP  | PTS  |
| 1967-68   | 22   | Oakland Oaks      | ABA  | PG   | 77  |     | 24.6 | 3.6 | 9.8  | .369 | 0.1 | 0.6 | .205 | 3.5 | 9.2  | .379 | 2.1 | 2.9 | .724 |       |        | 2.2 | 1.5  |     |     | 1.6 | 2.5 | 9.5  |
| 1968-69   | 23   | TOTAL             | ABA  | SG   | 36  |     | 20.6 | 3.4 | 7.6  | .452 | 0.0 | 0.2 | .000 | 3.4 | 7.4  | .462 | 2.7 | 3.4 | .797 | 1.4   | 1.5    | 2.9 | 1.3  |     |     | 1.5 | 2.1 | 9.6  |
| 1968-69   | 23   | Oakland Oaks      | ABA  |      | 3   |     | 8.0  | 1.7 | 3.0  | .556 | 0.0 | 0.0 |      | 1.7 | 3.0  | .556 | 0.7 | 1.0 | .667 | 1.0   | 0.3    | 1.3 | 1.0  |     |     | 0.7 | 1.7 | 4.0  |
| 1968-69   | 23   | Miami Floridians  | ABA  | SG   | 33  |     | 21.8 | 3.6 | 8.0  | .449 | 0.0 | 0.2 | .000 | 3.6 | 7.8  | .459 | 2.9 | 3.6 | .800 | 1.5   | 1.6    | 3.1 | 1.3  |     |     | 1.5 | 2.2 | 10.1 |
| 1969-70   | 24   | TOTAL             | ABA  | SG   | 81  |     | 26.5 | 5.0 | 11.5 | .431 | 0.0 | 0.2 | .077 | 4.9 | 11.3 | .436 | 2.5 | 3.3 | .761 | 1.7   | 1.4    | 3.1 | 2.0  |     |     | 1.8 | 2.4 | 12.4 |
| 1969-70   | 24   | Miami Floridians  | ABA  | SG   | 32  |     | 19.3 | 3.4 | 7.9  | .431 | 0.0 | 0.1 | .000 | 3.4 | 7.8  | .434 | 2.8 | 3.5 | .788 | 0.9   | 0.8    | 1.8 | 1.2  |     |     | 1.7 | 2.3 | 9.6  |
| 1969-70   | 24   | Los Angeles Stars | ABA  | SG   | 49  |     | 31.3 | 6.0 | 13.8 | .431 | 0.0 | 0.2 | .091 | 5.9 | 13.6 | .437 | 2.3 | 3.2 | .742 | 2.2   | 1.8    | 4.1 | 2.6  |     |     | 1.8 | 2.5 | 14.3 |
| Total     |      |                   | ABA  |      | 194 |     | 24.7 | 4.1 | 10.1 | .410 | 0.1 | 0.3 | .159 | 4.1 | 9.8  | .418 | 2.4 | 3.2 | .755 | 1.6   | 1.4    | 2.7 | 1.7  |     |     | 1.6 | 2.4 | 10.7 |

### Playoffs
| Temporada | Edad | Equipo            | Liga | Pos. | P  | TIT | MIN  | TC  | TCA | %TC  | 3P  | 3PA | %3P  | 2P  | 2PA | %2P  | TL  | TLA | %TL  | R.OF. | R.DEF. | REB | ASIS | ROB | TAP | PER | FP  | PTS |
| 1968-69   | 23   | Miami Floridians  | ABA  | SG   | 12 |     | 20.3 | 2.9 | 6.8 | .432 | 0.1 | 0.3 | .333 | 2.8 | 6.5 | .436 | 2.2 | 2.9 | .743 |       |        | 1.9 | 1.3  |     |     | 1.9 | 1.8 | 8.1 |
| 1969-70   | 24   | Los Angeles Stars | ABA  | SG   | 16 |     | 19.2 | 3.1 | 8.4 | .373 | 0.0 | 0.1 | .000 | 3.1 | 8.3 | .379 | 1.8 | 1.9 | .903 |       |        | 2.3 | 1.6  |     |     | 1.1 | 2.4 | 8.0 |
| Total     |      |                   | ABA  |      | 28 |     | 19.7 | 3.0 | 7.7 | .395 | 0.0 | 0.2 | .200 | 3.0 | 7.5 | .400 | 1.9 | 2.4 | .818 |       |        | 2.1 | 1.5  |     |     | 1.4 | 2.1 | 8.0 |